# 纳布 (费洛尔镇)
纳布是葡萄牙布拉干萨区的一个堂区。总面积10.46平方公里，总人口218人，人口密度20.8人/平方公里。